# Komisja Mieszana ds. nadzoru nad realizacją Porozumienia Międzyzakładowego Komitetu Strajkowego z Komisją Rządową
Komisja Mieszana ds. nadzoru nad realizacją Porozumienia Międzyzakładowego Komitetu Strajkowego z Komisją Rządową – organ powołany w celu zabezpieczenia realizacji postanowień zawartych w Szczecińskim Porozumieniu Sierpniowym.

## Geneza
W szczecińskich Porozumieniach Sierpniowych ustalono, że „Prezes Rady Ministrów powoła Komisję Mieszaną, składającą się z przedstawicieli Rządu, robotników i władz wojewódzkich (po 5 osób)”, a także określono, że „Zadaniem Komisji będzie czuwanie nad realizacją ustaleń „Porozumienia” i informowanie załóg o przebiegu pracy Komisji i realizacji „Porozumienia”. W przypadku powstania spornych kwestii, strony – przed podjęciem jakichkolwiek działań – mają obowiązek wzajemnych konsultacji w ramach Prezydium Komisji lub w całym składzie Komisji.”

## Działalność Komisji
Już w dniu 2 września 1980 Prezes Rady Ministrów Józef Pińkowski – Zarządzeniem nr 36 powołał 15 osobową Komisję Mieszaną i wyznaczył Przewodniczącym Kazimierza Barcikowskiego – Wiceprezesa Rady Ministrów oraz Wiceprzewodniczącymi Janusza Brycha – I Sekretarza KW PZPR i Jarosława Mroczka – inżyniera ze Stoczni Szczecińskiej im. A. Warskiego (zgodnie z sugestią Przewodniczącego Międzyzakładowego Komitetu Robotniczego w Szczecinie). Ustalił również, że zadaniem Komisji jest: „czuwanie nad realizacją ustaleń zawartych w „Protokole Porozumienia”, przygotowywanie raz w miesiącu informacji o pracy Komisji i realizacji poszczególnych postanowień „Protokołu Porozumienia”, a także opracowanie w terminie do dnia 31 grudnia 1980 r. sprawozdania z prac Komisji”. Prezydium Komisji Mieszanej powołało na Sekretarza Komisji Tadeusza Waluszkiewicza, pełniącego obowiązki sekretarza ekonomicznego KW PZPR, a obsługę administracyjną powierzono dyrektorowi Biura Wojewódzkiej Rady Narodowej Bolesławowi Klimczykowi.
	W okresie swojej działalności Komisja Mieszana odbyła 3 posiedzenia plenarne oraz kilkanaście posiedzeń Prezydium Komisji, na których rozwiązano następujące problemy zgłoszone przez załogi zakładów pracy:
- Ustalono zasady dostępu Międzyzakładowej Komisji Robotniczej do prasy i określono, że informacje prasowe zgodnie z obowiązującymi zasadami i zwyczajami będą miały charakter dziennikarski, zaś „Kurier Szczeciński” będzie zamieszczał informacje o problematyce prac i działań Międzyzakładowej Komisji Robotniczej.
- Opracowano Wykładnię w sprawie organizowania nowych samorządnych Związków Zawodowych w przedsiębiorstwach i instytucjach województwa szczecińskiego, a także ustalono, że niektóre dokumenty MKR (np. Statut) będą drukowane w drukarni KW PZPR.
- Stworzono możliwości wstępu przedstawicieli Komisji Mieszanej z ramienia MKR do wszystkich przedsiębiorstw na terenie województwa szczecińskiego a także zaakceptowano zasady wprowadzania prezydiów Komisji Robotniczych w przedsiębiorstwach struktur samorządowych. Ta inicjatywa nie znalazła jednak specjalnego odzewu wśród załóg pracowniczych.
- Także zasada, aby w każdym przedsiębiorstwie działał jeden związek zawodowy (który ma nie mniej niż 90% członków w stosunku do zatrudnionych, jakkolwiek akceptowana przez przedstawicieli nowych Wolnych Związków Zawodowych, nie została zrealizowana, bo ta koncepcja została w centralach branżowych związków zawodowych zdecydowania odrzucona i Komisja uznała, że przekroczyła swoje kompetencje.

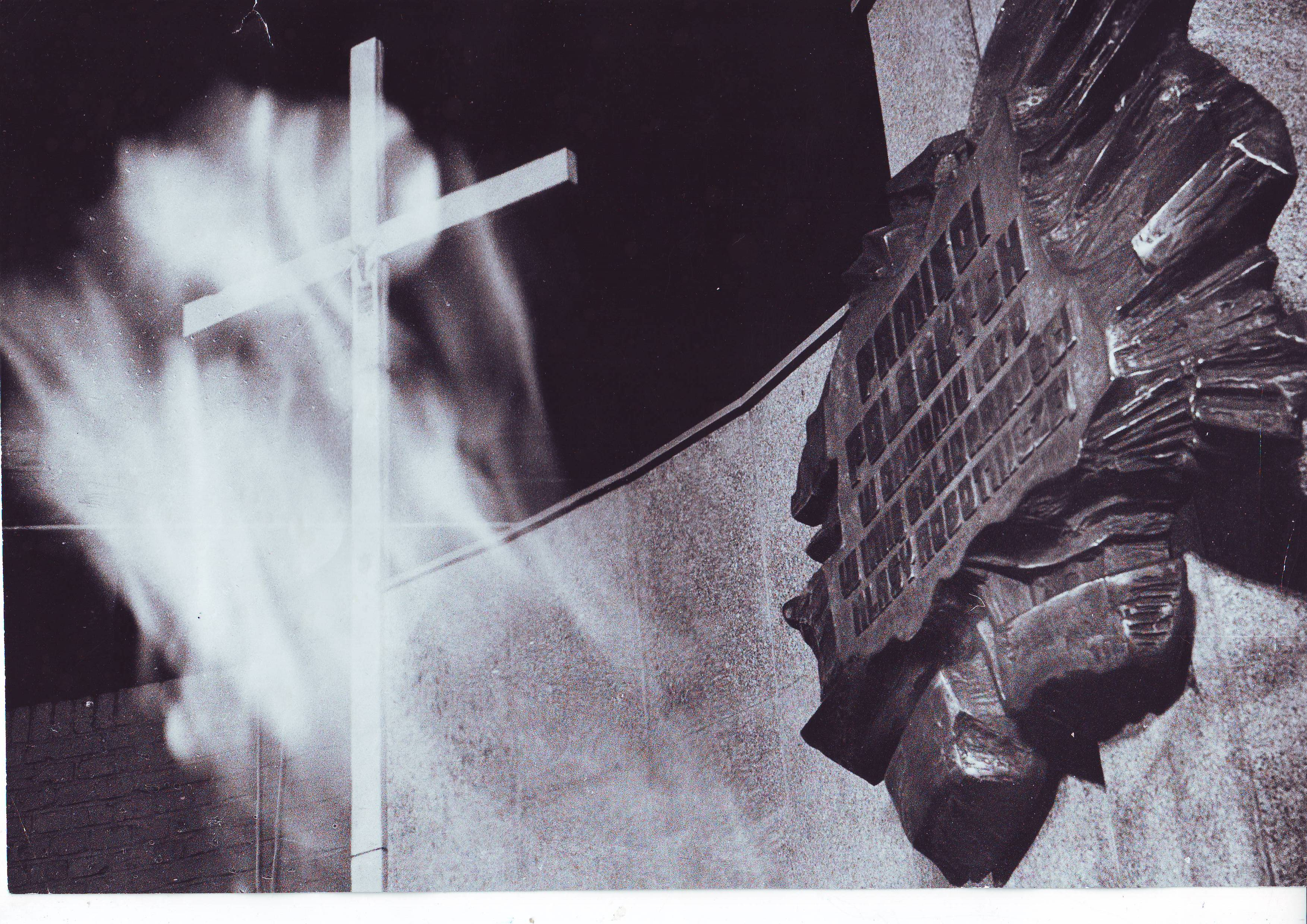
Tablica ku czci ofiar Grudnia 1970

- W grudniu 1980 odsłonięto przy bramie stoczni tablicę ku pamięci ofiar Grudnia 1970.

## Zakończenie prac
W grudniu 1980 r. Komisja Mieszana przedstawiła Prezesowi Rady Ministrów sprawozdanie ze swojej działalności, który Zarządzeniem nr. 51 z 3 grudnia 1980 ją rozwiązał stwierdzając lakonicznie: „W związku z wykonaniem zadań, określonych w Zarządzeniu Prezesa Rady Ministrów z dnia 2 września 1980 r. i złożeniem sprawozdania z wykonania tych zadań przez Komisję Mieszaną ds. nadzoru nad realizacją Porozumienia Międzyzakładowego Komitetu Strajkowego z Komisją Rządową, a także zarejestrowanie NSZZ „Solidarność”, ustała konieczność dalszego działania Komisji. Dalsza kontrola realizacji ustaleń zawartych w „Porozumieniu”, należeć będzie do właściwych organów administracji państwowej i do właściwych związków zawodowych.”
Komisja Mieszana w Szczecinie była jedynym w Polsce organem czuwającym nad realizacją Porozumień Sierpniowych. Była ona ciekawym przykładem kształtowania się nowych stosunków w praktyce życia społecznego i politycznego. Jej działalność można porównać do Obrad Okrągłego Stołu.